# 马里努斯·克劳斯
马里努斯·克劳斯（德語：Marinus Kraus，1991年2月13日—），德国男子跳台滑雪运动员。他曾代表德国参加2014年冬季奥林匹克运动会跳台滑雪比赛，获得男子团体高跳台金牌。